# Klaus Volk
Klaus Volk (né le 29 avril 1944 à Cobourg) est un juriste allemand, professeur à l'Université de Munich et avocat spécialisé en affaires commerciales criminelles. 
Sa thèse de doctorat à l'Université de Munich (1970) portait sur la philosophie du droit. 
Parmi ses clients on compte Josef Ackermann (voir procès Mannesmann), Joachim Zahn et Boris Becker.
Volk a critiqué les "mesures de sécurité" allemandes de Wolfgang Schäuble contre le terrorisme.